# Hypsioma basalis
Hypsioma basalis là một loài bọ cánh cứng trong họ Cerambycidae.